# Птушко Олександр Лукич
Птушко Олександр Лукич (справжнє прізвище Птушкін) — (6 (19) квітня 1900, Луганськ, Російська імперія — 6 березня 1973, Москва, РРФСР, СРСР) — радянський кінорежисер, сценарист, художник. Заслужений артист РРФСР (1935). Народний артист СРСР (1969).

## Життєпис
Народився в Луганську в родині селян Луки Артемійовича й Наталії Семенівни Птушкіних.
У 1923—1926 роках навчався в Московському інституті народного господарства.
До приходу в кіно працював театральним художником-декоратором, у кіно прийшов  1927 року. Спочатку був конструктором ляльок і режисером графічних мультфільмів. Вважається одним із засновників радянського об'ємного мультфільму, пізніше перейшов до постановки комбінованих ігрових фільмів.

## Творчий доробок
Поставив мультфільми :
- «Володар побуту» (1932),
- «Новий Гулівер» (1935),
- «Золотий ключик» (1939).

Серед ігрових фільмів екранізації казок:
- «Кам'яна квітка» (1946),
- «Садко» (1953),
- «Ілля Муромець» (1956),
- «Червоні вітрила» (1961),
- «Казка про втрачений час» (1964),
- «Казка про царя Салтана» (1966),
- «Вій» (1967)
- «Руслан і Людмила» (1972).

## Звання і нагороди
- Заслужений артист РРФСР (1938)
- Народний артист СРСР (1969)

Роботи кінорежисера відзначені міжнародними нагородами:
- Фільм «Кам'яна квітка» отримав Велику премію на І Міжнародному фестивалі в Каннах (1946), а режисер був удостоєний Державної премії СРСР (1947),
- фільм «Садко» — премію Срібний лев на XIV Міжнародному кінофестивалі у Венеції.